# Porfiria da carenza di ALA deidratasi
La porfiria da carenza di ALA deidratasi, anche conosciuta come porfiria di Doss o plumboporfiria, è una rara malattia metabolica facente parte del gruppo delle porfirie epatiche.

## Epidemiologia
È una condizione estremamente rara, riscontrata solo in una decina di casi in letteratura.

## Eziologia
La malattia si trasmette con ereditarietà autosomica recessiva, quindi solamente gli individui che ereditano entrambi i geni difettivi da entrambi i genitori avranno un quadro clinico, mentre le persone con solo un gene mutato sono generalmente asintomatiche. Come conseguenza di tale condizione, i livelli dell'enzima ALA deidratasi sono decisamente più bassi di quelli necessari per una corretta biosintesi dell'eme.

## Clinica
Le manifestazioni cliniche sono soprattutto di tipo cutaneo, tuttavia, soprattutto nella prima infanzia, si possono riscontrare sintomi neurologici acuti simili a quelli caratterizzanti la porfiria acuta intermittente.